# Britania (provincia romana)
La provincia romana de Britania (en latín: Britannia) es el nombre que daban los romanos a la provincia que ocupaba el centro y sur de la actual isla de Gran Bretaña. Existió entre los siglos I y V, y abarcaba dos tercios de la isla de Gran Bretaña. Procopio de Cesárea la menciona también como Brita o Bretón. Los nombres serían derivados del pueblo de los britanos. Ya antes las islas se mencionaban como islas Brites, formadas por las principales Albión e Hibernia (Irlanda). Britania sería un nombre aplicado a la parte romana en oposición a Caledonia (Escocia), no dominada.
Los nombres Ostrimnides y Casitérides, probablemente de origen fenicio, no se sabe bien a donde pertenecen. Casitérides parece más bien Cornualles que las islas Sorlingas pero otros dicen que fueron las Azores. Para Festo Avieno las Ostrimnides eran las islas británicas mientras que para otros son las islas Sorlingas.
Las primeras noticias históricas de Britania dicen que el rey Divitiaco de los suesiones (una tribu belga) ejercía la soberanía sobre parte de la isla de Gran Bretaña. Más tarde fueron los vénetos (de la región de Vannes) los que pidieron ayuda a Julio César contra los britanos.
La Gran Bretaña romana tenía una población estimada de entre 2,8 y 3 millones de personas a finales del siglo II. A finales del siglo IV, tenía una población estimada de 3,6 millones de personas, de las cuales 125 000 estaban formadas por el ejército romano y sus familias y dependientes.

## Etimología
La provincia fue así denominada por los britanos, el pueblo celta que formaba la isla en el momento de la anexión romana. 

## Los celtas
Hacia el año 325 a. C. el navegante griego Piteas exploró casi todo el litoral de la isla  y escribió una descripción bastante detallada sobre su geografía y habitantes. La isla de Britania había estado habitada por poblaciones diversas hasta que en el siglo IV a. C. llegaron los celtas, los cuales expulsaron a dichas poblaciones hacia las regiones periféricas. Poco se sabe de estos primeros tiempos. Es en el año 43 d. C. cuando Britania entra realmente en la Historia, tras la llegada de los romanos.

## Los romanos

### César
Julio César (Iulius Cæsar, en latín) efectuó dos expediciones a la isla en los años 55 y 54 a. C., venciendo al rey Casivellauno (o Cassivellaunus), pero sin llegar a consolidar la incursión y sin terminar de dominar a los isleños, pues las revueltas en las Galias y las presiones de Pompeyo y Craso le obligaron a regresar al continente. Varias tribus britanas como los trinovantes, liderados por Mandubracio, los icenos (o los cenimagnos), los segoncíacos, los ancalites, los bíbrocos y los casos, se comprometieron a jurar fidelidad y pagar tributo al Imperio. Hacia el año 30 a. C., un antiguo aliado de Roma, Comio, se estableció como rey de los atrebates. Del sucesor de Comio, Tincomaro, quien reinó alrededor de los años 25 - 20, se sabe, por la evidencia numismática, que tenía un trato más cercano a Roma que el que mantuvo su padre. César Augusto preparó la invasión de la isla en tres ocasiones (34 a. C., 27 a. C. y 25 a. C.), posponiéndolo por motivos varios.
En el Res Gestae Divi Augusti (testamento de Augusto) se menciona a dos reyes britanos que se presentan en Roma en el año 7 a. C. suplicando ayuda. Es probable que Tincomaro fuera uno de los que formaban esta delegación (el otro sería Dumnovellauno, de los trinovantes). Al parecer Tincomaro había sido derrocado por su hermano Epilo, que marcaba sus monedas con el grabado "Rex", indicando que era rey reconocido por Roma.

### Claudio y la conquista de la isla

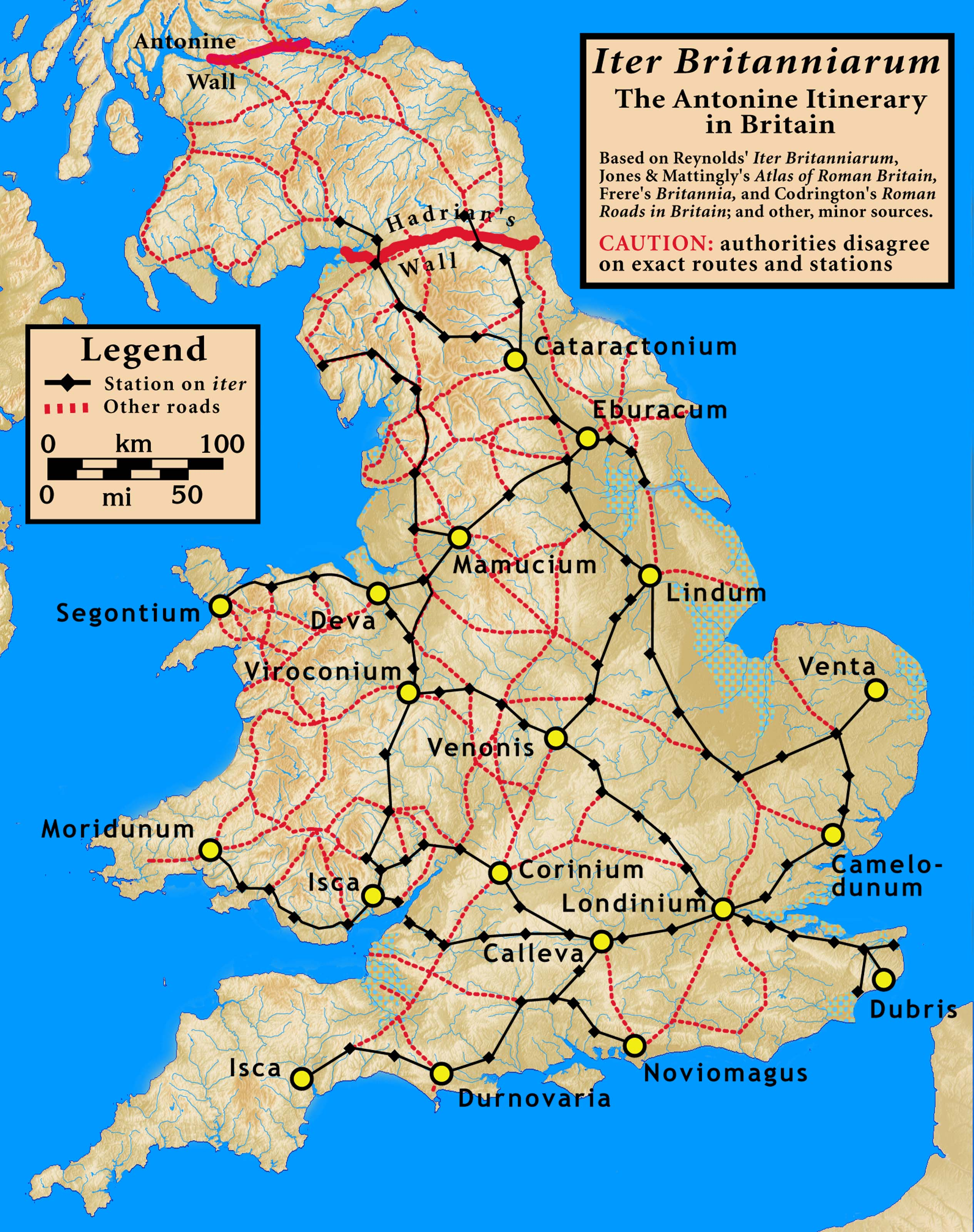
Mapa de las calzadas romanas de Britannia de acuerdo con el Itinerario de Antonino y otras fuentes.

Fue casi un siglo después, en el año 43, el emperador Claudio organizó una invasión con su general Aulo Plaucio al frente de la fuerza invasora, la cual contaba con cuatro legiones. Los historiadores discrepan acerca de los motivos que impulsaron al emperador a emprender la conquista aunque muchos afirman que le llevó el deseo de obtener fama y buena reputación entre los romanos. La excusa formal para iniciar la conquista estaba en la petición de ayuda por parte del rey Verica, descendiente de Comio, hermano de Tincomaro y Epilo y aliado de los romanos, en el año 40. Britania tenía grandes vínculos de entendimiento y comercio con los belgas de la Galia a través del canal de la Mancha, por lo que Claudio y sus consejeros pensaron que la Galia no estaría nunca segura sin la anexión de Britania. El propio Claudio asistió a la campaña durante algún tiempo y, entusiasmado por el éxito obtenido, quiso perpetuarlo dando el nombre de Británico a su hijo.
Los enfrentamientos fueron duros. Tras el desembarco en Richborough, los hijos de Cimbelino (Cunobelinus), líder de la confederación de las tribus de los catuvellani y los trinovantes (la tribu más poderosa de la región), Carataco y Togodumno ofrecieron una gran resistencia, pero, tomados por sorpresa por la invasión, fueron derrotados. Plaucio acampó a la espera del emperador, a cuya llegada, procedieron a tomar la capital de Cimbelino, Camulodunum (actual Colchester), lo que provocó que numerosas tribus britanas (entre ellas los atrébates, icenos y brigantes) aceptasen la soberanía romana. Sin embargo, Carataco logró huir en el intervalo y organizar la facción antirromana, haciéndose fuerte en los valles y montañas galesas. Los cuatro años siguientes fueron utilizados por los romanos para consolidar sus posiciones en el sudeste, sudoeste y en los Midlands. Para el año 47, la frontera provincial estaba constituida por una línea imaginaria que iba de Exeter a Lincoln. Chichester se convirtió en el principal centro romano de la isla. Ese año, Plautius fue sucedido por Ostorius Scapula, quien inició el ataque contra las tribus rebeldes de Gales, los siluros y los ordovicos, al mando de Caractacus, que fueron derrotados en el año 49. Caractacus huyó y buscó refugio entre los brigantes (tribu que ocupaba el norte de la actual Inglaterra), pero fue entregado por su reina, Cartimandua, a los romanos. Paralelamente, en el año 49, se creaba la colonia romana de Camulodunum.
La derrota de Caractacus, sin embargo, no trajo consigo la conquista de Gales, cosa que ocurriría definitivamente casi diez años después, bajo el mando del procónsul romano Cayo Suetonio Paulino. Paralelamente, los romanos apoyaban a la facción prorromana de los brigantes, encabezada por la reina Cartimandua, que mantuvo una política prorromana frente a la facción antirromana liderada por su marido (finalmente, en el año 71, el reino de los brigantes sería anexionado por Roma).

### Rebelión de Boudica
Sin embargo, entre los años 60 y 61, estalló la rebelión de los icenos, al mando de su reina Boudica (Budicca o Boudicca), descontentos por la anexión de sus territorios efectuada por los romanos y descontenta personalmente esta reina porque al fallecer su marido, el rey Prasutago, se incumplió su testamento al atribuir todos sus bienes al Imperio, incluidos los reservados para la familia del rey. Apoyada por otras tribus, incluida la de los trinovantes, luchó con gran dureza y consiguió incluso expulsar de la ciudad de Londinium (el actual Londres) al procónsul romano Cayo Suetonio Paulino aunque finalmente este aplastó la rebelión en la batalla de Watling Street. Tras esta revuelta, comenzó un periodo más tranquilo, aunque no exento de nuevas rebeliones, que facilitó el comienzo de la romanización.

### Agrícola

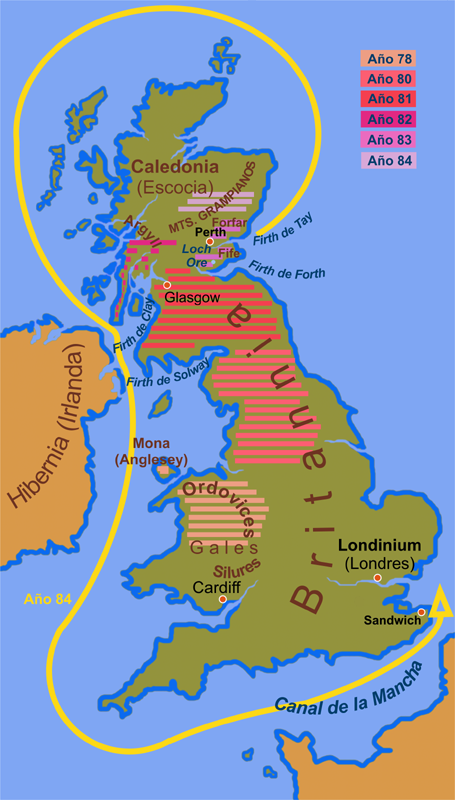
Las campañas de Agrícola.

Con la conquista de Claudio, Britania pasó a ser otra provincia romana regida por un gobernador. Desde sus comienzos como nueva provincia presentó para Roma una gran inseguridad por lo que hubo necesidad de una constante presencia militar, sobre todo al norte y al este de la línea formada por la calzada de Exeter a Lincoln (antigua Lindum). Hubo continuas revueltas y sublevaciones, por lo que fue necesaria la ejecución de una gran infraestructura para facilitar el paso de las legiones hacia el norte. Una de estas obras fue la construcción de un puente sobre el río Támesis, en un lugar donde no afectara las mareas. En el año 78 el gobernador Cneo Julio Agrícola se vio obligado a dirigir una nueva expedición militar para someter a la tribu celta de los ordovicos, ubicada en lo que hoy es Gales, dos años después llegó hasta Caledonia (actual Escocia) donde las tribus de los pictos conservaban su independencia. En el 84 se dio la batalla de Monte Graupio, en el norte, en la que las tropas romanas derrotaron decisivamente a la confederación caledonia (Tácito cita 10 000 muertes entre los caledonios, nombre que los romanos asignaban a los pictos), lo que permitió la construcción de puestos tan avanzados como el de Cawdor. Sin embargo, debido a necesidades del Imperio en otros territorios, las legiones fueron retiradas a la línea del istmo Forth-Clyde, por eso estas derrotas  no se tradujeron en un total dominio romano sobre la isla.
No existen fuentes históricas que describan las décadas posteriores a la partida de Agrícola. Incluso el nombre de su sucesor al mando de la provincia continúa siendo una incógnita. La arqueología ha mostrado que algunos fuertes romanos al sur del istmo Forth-Clyde fueron reconstruidos y ampliados, aunque otros parecen haber sido abandonados.

### El

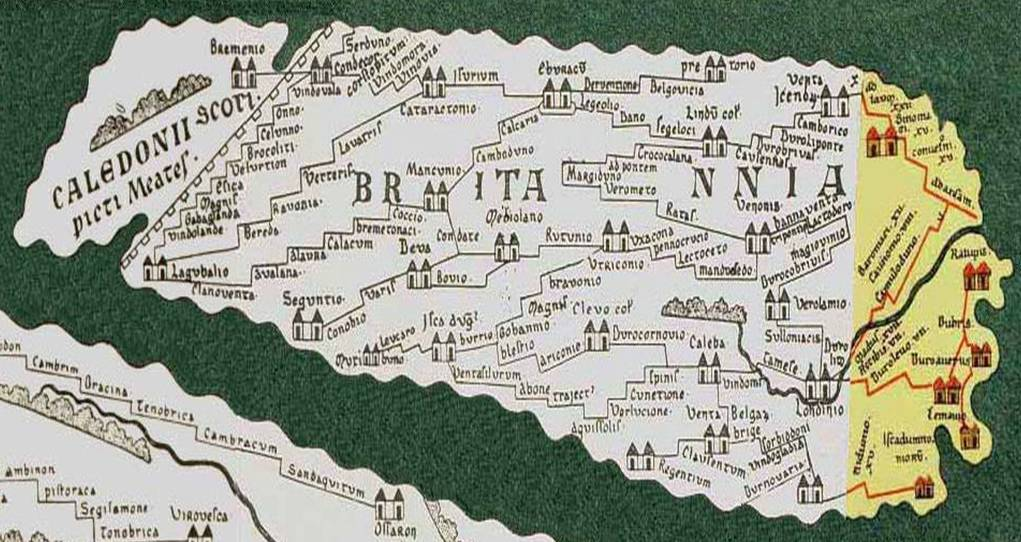
Britania en la Tabula Peutingeriana

### ElsigloII
En el año 115, los nativos se sublevaron contra sus conquistadores y aniquilaron a las guarniciones romanas de Eburacum, (York). Como resultado, el emperador romano Adriano llegó a Britania en 122 y comenzó la construcción de una muralla de 117 km conocida como muralla de Adriano a la altura del golfo de Solway, como límite norte del dominio de Roma. Años más tarde, hacia 140-142, su sucesor, Antonino Pío, mandó levantar otra muralla entre 120 y 160 km más al norte, a la altura del fiordo de Forth. Sin embargo, estas nuevas posiciones defensivas fueron abandonadas tras su muerte en 161, pasando a ser de nuevo la muralla de Adriano la frontera romana durante los siguientes doscientos años, un periodo de paz relativa. La presencia romana en la parte más septentrional de la isla se redujo tras la muerte del emperador Cómodo, posiblemente en el año 196, cuando el gobernador Clodio Albino retiró gran parte de su guarnición. Sin embargo, en 208 el emperador Septimio Severo restableció legiones en la muralla de Antonino Pío y ordenó repararla. Durante esta etapa, hacia 197, se produjo una reorganización del territorio, estableciendo la división entre Britania Inferior al norte y Britania Superior al sur.

### De Septimio Severo alsigloV
Septimio Severo, en el declive de su vida tuvo que organizar una nueva incursión militar para detener las revueltas de los britanos. Murió en una de esas campañas. Se considera que la provincia de Britania se integró en el Imperio galo durante su breve existencia (260–274). Se llevaron a cabo reformas administrativas con Constancio Cloro alrededor del 296, durante el principado de Diocleciano, creando las tradicionales cuatro provincias: Britania Prima, Britania Secunda, Flavia Caesariensis y Maxima Caesariensis. Con posterioridad se introdujo una nueva reforma administrativa de la provincia, con la creación de la provincia de Valentia, constituida en la parte septentrional de Britania, fundada por Flavio Teodosio en 369.
|                                                          |                                                          |                                                          |                                                          |                                                          |                                                          |                                                         |                                                         |                                                         |                                                         | Britania 43-c.197 Capital Camulodunum (Colchester) (43-c.63), luego Londinium (Londres) |                                                         |                                                      |                                                      |                                                            |                                                            |                                                             |                                                             |                                                             |                                                             |                                                             |                                                             |  |  |                                                           |                                                           |                                                           |                                                           |                                                           |                                                           |  |  |                                                     |                                                     |                                                     |                                                     |                                                     |                                                     |  |  |  |  |  |  |  |  |  |  |  |  |  |  |  |  |  |  |  |  |  |  |  |  |  |  |  |  |
|                                                          |                                                          |                                                          |                                                          |                                                          |                                                          |                                                         |                                                         |                                                         |                                                         |                                                                                         |                                                         |                                                      |                                                      |                                                            |                                                            |                                                             |                                                             |                                                             |                                                             |                                                             |                                                             |  |  |                                                           |                                                           |                                                           |                                                           |                                                           |                                                           |  |  |                                                     |                                                     |                                                     |                                                     |                                                     |                                                     |  |  |  |  |  |  |  |  |  |  |  |  |  |  |  |  |  |  |  |  |  |  |  |  |  |  |  |  |
|                                                          |                                                          |                                                          |                                                          |                                                          |                                                          |                                                         |                                                         |                                                         |                                                         |                                                                                         |                                                         |                                                      |                                                      |                                                            |                                                            |                                                             |                                                             |                                                             |                                                             |                                                             |                                                             |  |  |                                                           |                                                           |                                                           |                                                           |                                                           |                                                           |  |  |                                                     |                                                     |                                                     |                                                     |                                                     |                                                     |  |  |  |  |  |  |  |  |  |  |  |  |  |  |  |  |  |  |  |  |  |  |  |  |  |  |  |  |
|                                                          |                                                          |                                                          |                                                          |                                                          |                                                          | Britania Inferior, c.197-c.296, Capital Eboracum (York) | Britania Inferior, c.197-c.296, Capital Eboracum (York) | Britania Inferior, c.197-c.296, Capital Eboracum (York) | Britania Inferior, c.197-c.296, Capital Eboracum (York) | Britania Inferior, c.197-c.296, Capital Eboracum (York)                                 | Britania Inferior, c.197-c.296, Capital Eboracum (York) |                                                      |                                                      | Britania Superior c.197-c.296, Capital Londinium (Londres) | Britania Superior c.197-c.296, Capital Londinium (Londres) | Britania Superior c.197-c.296, Capital Londinium (Londres)  | Britania Superior c.197-c.296, Capital Londinium (Londres)  | Britania Superior c.197-c.296, Capital Londinium (Londres)  | Britania Superior c.197-c.296, Capital Londinium (Londres)  |                                                             |                                                             |  |  |                                                           |                                                           |                                                           |                                                           |                                                           |                                                           |  |  |                                                     |                                                     |                                                     |                                                     |                                                     |                                                     |  |  |  |  |  |  |  |  |  |  |  |  |  |  |  |  |  |  |  |  |  |  |  |  |  |  |  |  |
|                                                          |                                                          |                                                          |                                                          |                                                          |                                                          | Britania Inferior, c.197-c.296, Capital Eboracum (York) | Britania Inferior, c.197-c.296, Capital Eboracum (York) | Britania Inferior, c.197-c.296, Capital Eboracum (York) | Britania Inferior, c.197-c.296, Capital Eboracum (York) | Britania Inferior, c.197-c.296, Capital Eboracum (York)                                 | Britania Inferior, c.197-c.296, Capital Eboracum (York) |                                                      |                                                      | Britania Superior c.197-c.296, Capital Londinium (Londres) | Britania Superior c.197-c.296, Capital Londinium (Londres) | Britania Superior c.197-c.296, Capital Londinium (Londres)  | Britania Superior c.197-c.296, Capital Londinium (Londres)  | Britania Superior c.197-c.296, Capital Londinium (Londres)  | Britania Superior c.197-c.296, Capital Londinium (Londres)  |                                                             |                                                             |  |  |                                                           |                                                           |                                                           |                                                           |                                                           |                                                           |  |  |                                                     |                                                     |                                                     |                                                     |                                                     |                                                     |  |  |  |  |  |  |  |  |  |  |  |  |  |  |  |  |  |  |  |  |  |  |  |  |  |  |  |  |
|                                                          |                                                          |                                                          |                                                          |                                                          |                                                          |                                                         |                                                         |                                                         |                                                         |                                                                                         |                                                         |                                                      |                                                      |                                                            |                                                            |                                                             |                                                             |                                                             |                                                             |                                                             |                                                             |  |  |                                                           |                                                           |                                                           |                                                           |                                                           |                                                           |  |  |                                                     |                                                     |                                                     |                                                     |                                                     |                                                     |  |  |  |  |  |  |  |  |  |  |  |  |  |  |  |  |  |  |  |  |  |  |  |  |  |  |  |  |
| Flavia Caesariensis, c.296-369, Capital Lindum (Lincoln) | Flavia Caesariensis, c.296-369, Capital Lindum (Lincoln) | Flavia Caesariensis, c.296-369, Capital Lindum (Lincoln) | Flavia Caesariensis, c.296-369, Capital Lindum (Lincoln) | Flavia Caesariensis, c.296-369, Capital Lindum (Lincoln) | Flavia Caesariensis, c.296-369, Capital Lindum (Lincoln) |                                                         |                                                         | Britania Secunda, c.296-369, Capital Eboracum (York)    | Britania Secunda, c.296-369, Capital Eboracum (York)    | Britania Secunda, c.296-369, Capital Eboracum (York)                                    | Britania Secunda, c.296-369, Capital Eboracum (York)    | Britania Secunda, c.296-369, Capital Eboracum (York) | Britania Secunda, c.296-369, Capital Eboracum (York) |                                                            |                                                            | Maxima Caesariensis, c.296-369, Capital Londinium (Londres) | Maxima Caesariensis, c.296-369, Capital Londinium (Londres) | Maxima Caesariensis, c.296-369, Capital Londinium (Londres) | Maxima Caesariensis, c.296-369, Capital Londinium (Londres) | Maxima Caesariensis, c.296-369, Capital Londinium (Londres) | Maxima Caesariensis, c.296-369, Capital Londinium (Londres) |  |  | Britania Prima, c.296-369, Capital Corinium (Cirencester) | Britania Prima, c.296-369, Capital Corinium (Cirencester) | Britania Prima, c.296-369, Capital Corinium (Cirencester) | Britania Prima, c.296-369, Capital Corinium (Cirencester) | Britania Prima, c.296-369, Capital Corinium (Cirencester) | Britania Prima, c.296-369, Capital Corinium (Cirencester) |  |  |                                                     |                                                     |                                                     |                                                     |                                                     |                                                     |  |  |  |  |  |  |  |  |  |  |  |  |  |  |  |  |  |  |  |  |  |  |  |  |  |  |  |  |
| Flavia Caesariensis, c.296-369, Capital Lindum (Lincoln) | Flavia Caesariensis, c.296-369, Capital Lindum (Lincoln) | Flavia Caesariensis, c.296-369, Capital Lindum (Lincoln) | Flavia Caesariensis, c.296-369, Capital Lindum (Lincoln) | Flavia Caesariensis, c.296-369, Capital Lindum (Lincoln) | Flavia Caesariensis, c.296-369, Capital Lindum (Lincoln) |                                                         |                                                         | Britania Secunda, c.296-369, Capital Eboracum (York)    | Britania Secunda, c.296-369, Capital Eboracum (York)    | Britania Secunda, c.296-369, Capital Eboracum (York)                                    | Britania Secunda, c.296-369, Capital Eboracum (York)    | Britania Secunda, c.296-369, Capital Eboracum (York) | Britania Secunda, c.296-369, Capital Eboracum (York) |                                                            |                                                            | Maxima Caesariensis, c.296-369, Capital Londinium (Londres) | Maxima Caesariensis, c.296-369, Capital Londinium (Londres) | Maxima Caesariensis, c.296-369, Capital Londinium (Londres) | Maxima Caesariensis, c.296-369, Capital Londinium (Londres) | Maxima Caesariensis, c.296-369, Capital Londinium (Londres) | Maxima Caesariensis, c.296-369, Capital Londinium (Londres) |  |  | Britania Prima, c.296-369, Capital Corinium (Cirencester) | Britania Prima, c.296-369, Capital Corinium (Cirencester) | Britania Prima, c.296-369, Capital Corinium (Cirencester) | Britania Prima, c.296-369, Capital Corinium (Cirencester) | Britania Prima, c.296-369, Capital Corinium (Cirencester) | Britania Prima, c.296-369, Capital Corinium (Cirencester) |  |  |                                                     |                                                     |                                                     |                                                     |                                                     |                                                     |  |  |  |  |  |  |  |  |  |  |  |  |  |  |  |  |  |  |  |  |  |  |  |  |  |  |  |  |
| Flavia Caesariensis, c.369-410, Capital Lindum (Lincoln) | Flavia Caesariensis, c.369-410, Capital Lindum (Lincoln) | Flavia Caesariensis, c.369-410, Capital Lindum (Lincoln) | Flavia Caesariensis, c.369-410, Capital Lindum (Lincoln) | Flavia Caesariensis, c.369-410, Capital Lindum (Lincoln) | Flavia Caesariensis, c.369-410, Capital Lindum (Lincoln) |                                                         |                                                         | Britania Secunda, c.369-410, Capital Eboracum (York)    | Britania Secunda, c.369-410, Capital Eboracum (York)    | Britania Secunda, c.369-410, Capital Eboracum (York)                                    | Britania Secunda, c.369-410, Capital Eboracum (York)    | Britania Secunda, c.369-410, Capital Eboracum (York) | Britania Secunda, c.369-410, Capital Eboracum (York) |                                                            |                                                            | Maxima Caesariensis, c.369-410, Capital Londinium (Londres) | Maxima Caesariensis, c.369-410, Capital Londinium (Londres) | Maxima Caesariensis, c.369-410, Capital Londinium (Londres) | Maxima Caesariensis, c.369-410, Capital Londinium (Londres) | Maxima Caesariensis, c.369-410, Capital Londinium (Londres) | Maxima Caesariensis, c.369-410, Capital Londinium (Londres) |  |  | Britania Prima, c.369-410, Capital Corinium (Cirencester) | Britania Prima, c.369-410, Capital Corinium (Cirencester) | Britania Prima, c.369-410, Capital Corinium (Cirencester) | Britania Prima, c.369-410, Capital Corinium (Cirencester) | Britania Prima, c.369-410, Capital Corinium (Cirencester) | Britania Prima, c.369-410, Capital Corinium (Cirencester) |  |  | Valentia, c.369-410, Capital Luguvalium? (Carlisle) | Valentia, c.369-410, Capital Luguvalium? (Carlisle) | Valentia, c.369-410, Capital Luguvalium? (Carlisle) | Valentia, c.369-410, Capital Luguvalium? (Carlisle) | Valentia, c.369-410, Capital Luguvalium? (Carlisle) | Valentia, c.369-410, Capital Luguvalium? (Carlisle) |  |  |  |  |  |  |  |  |  |  |  |  |  |  |  |  |  |  |  |  |  |  |  |  |  |  |  |  |

A partir de 407, la diócesis de Britania supuso un núcleo de inestabilidad militar. Los propios soldados y los provinciales fomentaron la rebelión y el alzamiento de los antiemperadores, como Flavio Claudio Constantino, ya que se sentían abandonados por el gobierno de Rávena, sobre todo a partir de 402 cuando Flavio Estilicón evacuó de la isla a gran parte de los destacamentos acantonados en la provincia britana destinándolos a las numerosas batallas en otras partes del imperio.
En el 410, Roma cedió ante el empuje de los sajones que ocuparon casi toda la isla después de haber hecho numerosas incursiones a lo largo del siglo IV.
La ocupación de Britania y mantenimiento de la provincia posteriormente, supuso un alto coste para las arcas romanas, ya que ni el trigo que producía la isla, ni los minerales que ofrecían sus minas cubrían los enormes costos de la ocupación militar, que suponía mantener tres legiones en la isla, más sus correspondientes tropas auxiliares para mantener la isla bajo control.
Hubo en Britania una notable romanización a tener en cuenta aunque no llegó a ser nunca como la de Hispania o la Galia.
Se calcula en un millón de habitantes de la provincia en el siglo I; con la paz interna bajo el dominio romano llegó a cuatro millones; en el siglo V, cuando fue abandonada al llegar las invasiones bárbaras, la población cae a menos de un millón.

## Invasiones bárbaras

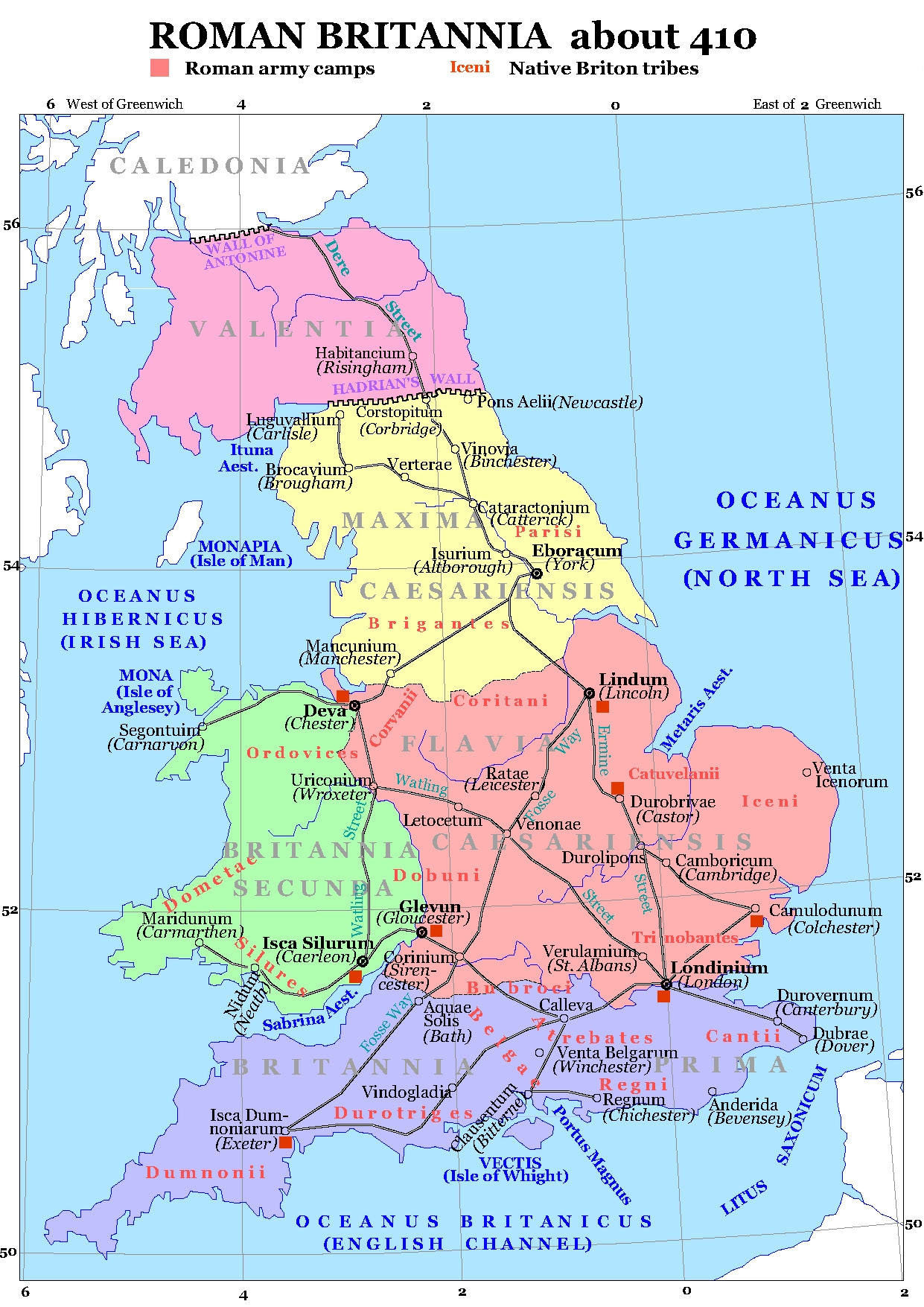
Britania en 410: División provincial en vísperas de las invasiones de jutos, anglos y sajones.

Como ocurrió con el resto de Europa, las invasiones bárbaras afectaron también a Britania. Desde las costas de la península de Jutlandia llegaron los pueblos germánicos de los jutos (que se establecieron en Kent y en la isla de Wight, el denominado reino de Kent), junto con los anglos que colonizaron Northumbria (situado en el actual condado de Northumberland), Anglia Oriental y Mercia (en la región central) y los sajones que se adueñaron de Londinium y fueron estableciéndose en pequeños reinos que iban formando. Al principio estos pueblos se limitaron al saqueo pero pasado el tiempo hubo una invasión en toda regla. En el año 418 acudieron soldados mercenarios romanos para la defensa de puntos importantes como Londinium. Sin embargo, las legiones romanas estaban muy ocupadas en resistir las invasiones de los bárbaros en Roma.
A partir de estos acontecimientos Britania no se recuperó nunca como provincia romana, siendo gobernada por pequeños reyezuelos locales que pretendieron seguir las costumbres romanas; algunos fueron capaces de resistir la acometida sajona en el sureste de la isla.

## Las ciudades
Los romanos fundaron muchas y buenas ciudades a semejanza de las suyas y ampliaron pequeños emplazamientos habitados desde la Antigüedad. La tradición de las gentes de la isla aseguraba que estas ciudades habían sido construidas por gigantes o por diablos, tal era la admiración que levantaban su trazado de calles, termas, teatros y templos. Algunas de estas ciudades conservan ruinas de la época romana y otras han sido detectadas gracias a las nuevas técnicas (como fotografía aérea) y a las excavaciones siguiendo el hilo histórico.

### Calleva

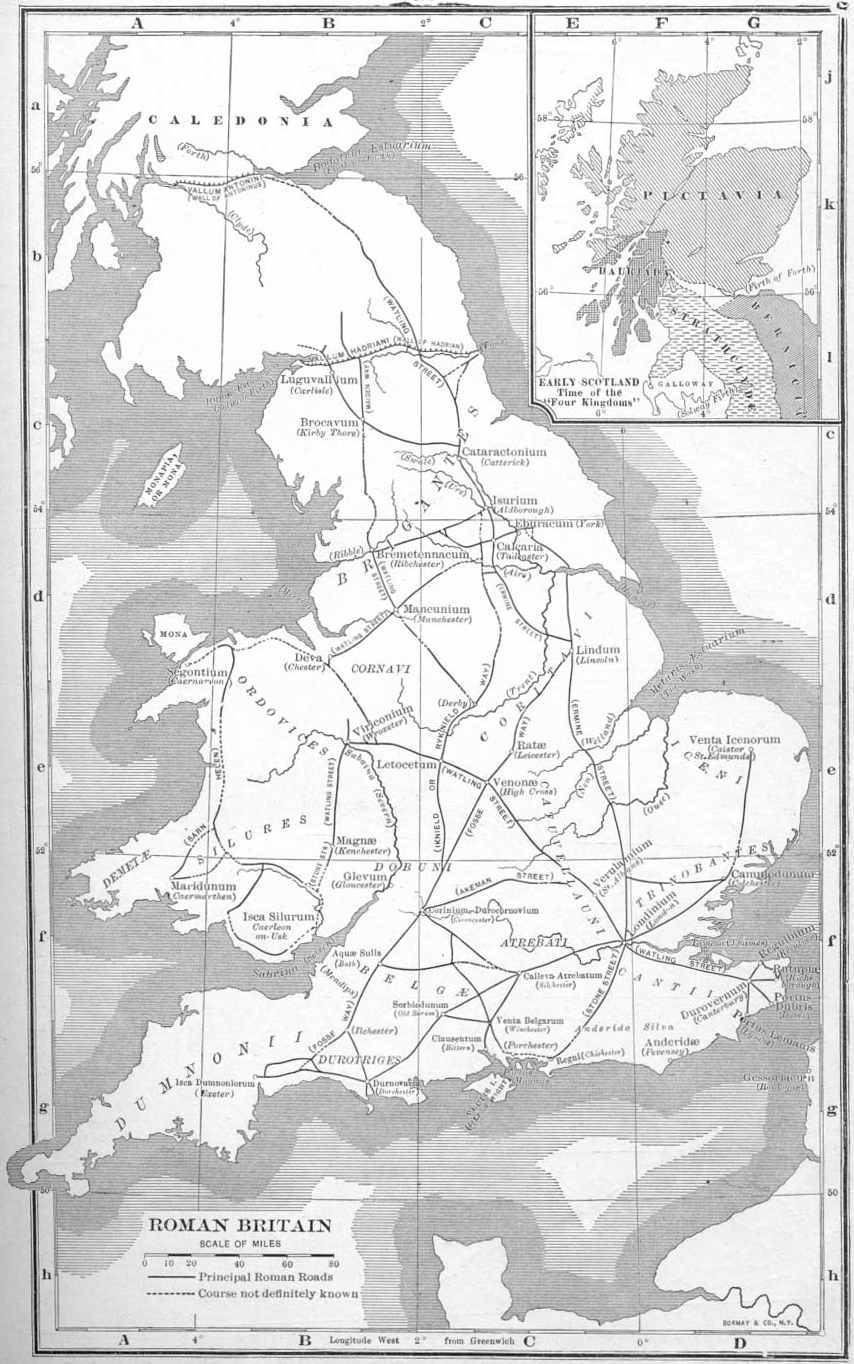
Principales asentamientos y calzadas de Britania.

La ciudad de Calleva (actual Silchester, al oeste de Londres, al sur de la isla) fue la capital de un estado nativo, gobernada por el rey britano Cogidubnus que rendía vasallaje a Roma en los años de la conquista de Claudio. Era una ciudad rural bastante extensa, con trazado de calles en retícula, amurallada y con grandes edificaciones propias de cualquier ciudad romana: foro, templos, termas, basílicas y un gran anfiteatro ubicado fuera de las murallas, con una capacidad para 27 000 espectadores. Las excavaciones de la actual Silchester han sacado a la luz numerosas piezas de gran valor. Gracias a las fotografías aéreas realizadas se ha podido reconstruir el plano de esta ciudad.

### Aquae Sulis
La antigua Aquae Sulis de los romanos (la actual Bath) se encuentra al oeste de Silchester, muy cerca del mar. Fue fundada en tiempos de los Flavios como asentamiento de aguas termales, lo que le dio fama y prosperidad a lo largo del siglo I hasta la época actual en que recientemente ha sido preciso cerrar las instalaciones a causa de una cierta contaminación de las aguas. El complejo termal se conserva casi intacto. En el siglo XVIII se descubrió el templo de la diosa celta Sulis que fue romanizada como Minerva. En el frontón de este templo se hallaba esculpida la cabeza de una medusa masculina y con barba.

### Fishbourne
Fishbourne se encuentra en West Sussex (Sussex Occidental), al sur de Silchester, en la costa del Canal de la Mancha. En 1960 se descubrió un yacimiento de restos romanos que dio lugar al estudio de la ocupación romana en este condado y su relación con el resto de la isla. En este asentamiento romano se alzaba el espectacular palacio del rey Cogidubno cuyas ruinas fueron sacadas a la luz en los trabajos de excavación. El palacio fue edificado en la punta de una ensenada en tiempos de la conquista del emperador Claudio, según el testimonio de los hallazgos arqueológicos recientes. Más tarde se amplió bajo el mandato de los Flavios.
La primitiva residencia está relacionada con el rey Cogidubno, vasallo y ciudadano romano y amigo personal de Claudio. El palacio llegó a ser uno de los más suntuosos del Imperio romano.

### Londinium
La actual ciudad de Londres fue fundada por los romanos en una comarca habitada desde tiempos remotos, aprovechando la cercanía del río Támesis justo donde no llegaban las mareas. Los romanos edificaron la ciudad cerca de un pequeño emplazamiento celta llamado Llyn Din (fortín del lago) y la llamaron Londinium.

## Las murallas de Adriano y Antonino

Localización de los muros de Adriano y Antonino.

En el año 115, las tribus celtas de los territorios del actual condado de York se sublevaron contra los romanos y vencieron a las guarniciones militares que habían quedado protegiendo el territorio y que estaban ubicadas en Eboracum, actual York. Siete años más tarde, en 122, el emperador romano Adriano viajó a Britania y mandó construir una muralla que llegó a tener 117 km de longitud, atravesando la isla de oeste a este desde el fiordo de Solway, en el mar de Irlanda, hasta la desembocadura del río Tyne. Sirvió como límite físico de las tierras romanizadas y como defensa de posibles ataques que vinieran desde el norte. En el 142 Antonino mandó construir otra muralla un poco más al norte de la anterior desde el estuario de Forthal estuario del Clyde. Todavía se conserva parte de la muralla de Adriano.

## Las minas

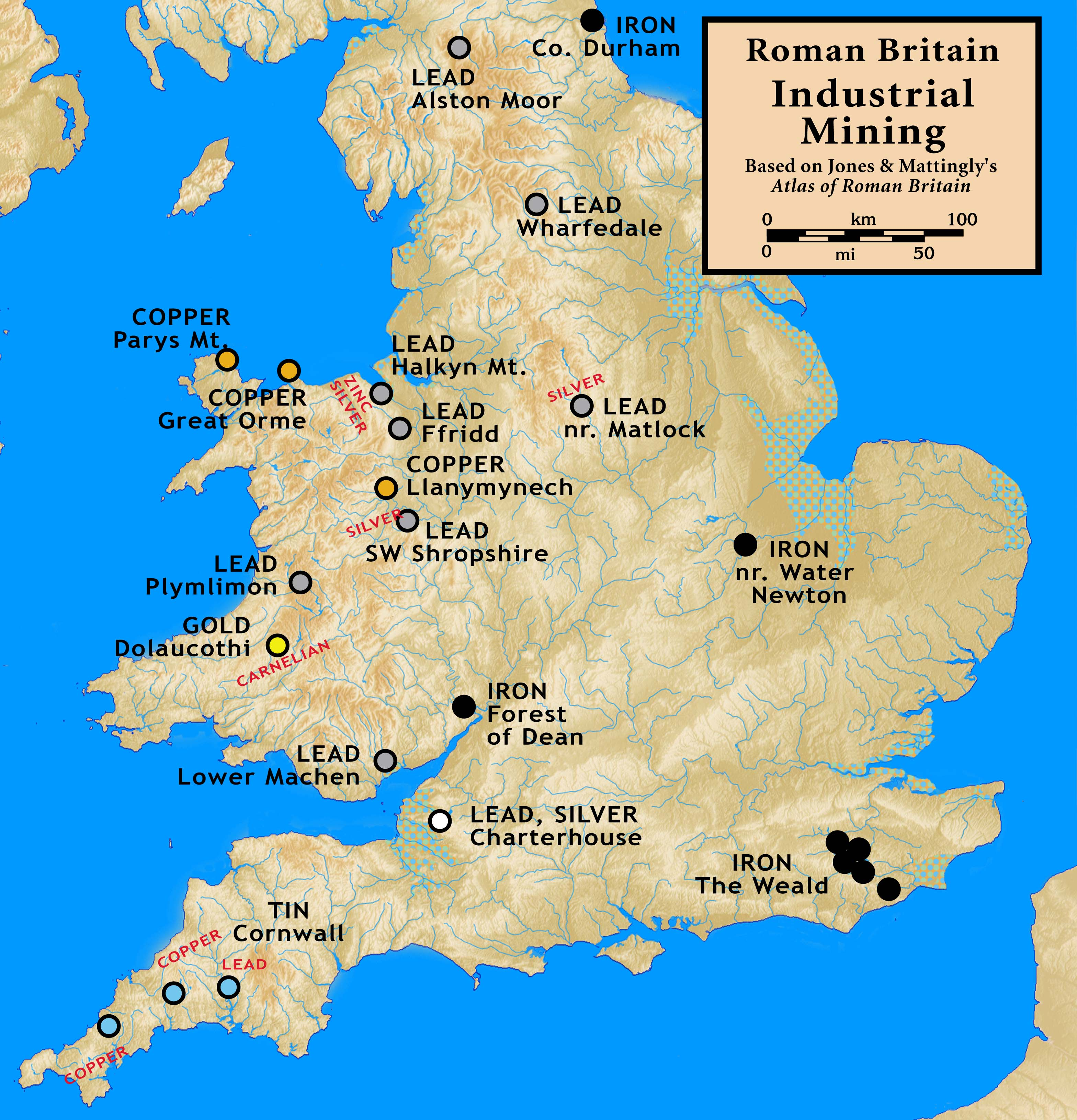
Principales minas de metales en la Britania Romana

En Britania se explotaron casi los mismos minerales que en Hispania: plomo argentífero, cobre, hierro, oro, estaño y carbón. El plomo argentífero se extraía en Somerset, Yorkshire, Derbyshire y Sussex. En este lugar el emperador Adriano explotó la mina de Lutudaron que después fue concedida a los llamados conductores cuyos nombre se conocen por estar escritos en unas tablillas de plomo que se conservan. El cobre se extraía en el País de Gales, en Shropshire y en Anglesey. El oro también provenía del País de Gales. El estaño venía de Cornualles y competía con el estaño de Hispania.